# Дъбрава (област Благоевград)
 За другите български села с това име вижте Дъбрава.  
Дъбра̀ва е село в Югозападна България. То се намира в община Благоевград, област Благоевград.

## География
Намира се в планински район, на около 4 км от Благоевград. Състои се от няколко махали.

## История
В 1891 година Георги Стрезов пише за селото:
| „ | Добрава, на СИ от Джумая 1 1/2 ч. Разположено е на полите от Арисваница до Бистрица, 1/4 час до границата. Тук живее дядо Мито, овчар на 125 г., прочут по околията саморасъл доктор и хирург, който лекува с баяние. Почва удовлетворителна. Селянете боравят и със скотоводство. Къщи 80, българе. | “ |

При избухването на Балканската война в 1912 година 3 души от Дъбрава са доброволци в Македоно-одринското опълчение.

## Население
Към 1900 година според известната статистика на Васил Кънчов („Македония. Етнография и статистика“) населението на Добрава брои 440 души, всичките българи-християни.
Численост на населението според преброяванията през годините:
| \| Година на преброяване \| Численост \| \| --------------------- \| --------- \| \| 1934 \| 624 \| \| 1946 \| 680 \| \| 1956 \| 508 \| \| 1965 \| 262 \| \| 1975 \| 154 \| \| 1985 \| 116 \| \| 1992 \| 103 \| \| 2001 \| 117 \| \| 2011 \| 103 \| \| 2021 \| 129 \| |           |
| Година на преброяване | Численост |
| 1934 | 624       |
| 1946 | 680       |
| 1956 | 508       |
| 1965 | 262       |
| 1975 | 154       |
| 1985 | 116       |
| 1992 | 103       |
| 2001 | 117       |
| 2011 | 103       |
| 2021 | 129       |

### Етнически състав
Преброяване на населението през 2011 г.
Численост и дял на етническите групи според преброяването на населението през 2011 г.:
|                     | Численост | Дял (в %) |
| Общо                | 103       | 100.00    |
| Българи             | 99        | 96.11     |
| Турци               | 0         | 0.00      |
| Цигани              |           |           |
| Други               |           |           |
| Не се самоопределят |           |           |
| Неотговорили        | 2         | 1.94      |

## Религии
Основна религия е християнството.

## Културни и природни забележителности
В селото има две църкви — по-старата, от които е построена през 1928 г., „Рождество на Пресвета Богородица“, а другата — „Свети Архангел Михаил“. Във втората всяка година се чества събор.
В село Дъбрава има общо 14 махали, по-голямата част от които са наречени в чест на своите основатели. Махалите са: Ръженици, Кюркчии, Ваканинци, Веляци, Щръбевци, Калъпсъзци, Яневци, Телъкиово, Калеовци, Стоичовци, Мутавджии, Марковци, Митовци, Малинци.
В района е развито лозарството, овощарството, животновъдството.

## Личности
Родени в Дъбрава
- Борис Давидков (1893 - 1923), комунист
- Милан Зашев (1917 - ?), кмет на Благоевград в периода 1951 - 1955 г.

## Други
Ледник Дъбрава на Антарктическия полуостров е наименуван на селото.